# Liga de Honra de 2003–04
A edição de 2003-2004 da Liga de Honra foi a décima quarta edição deste escalão do futebol português.
Foi disputada por 18 clubes: 3 despromovidos da Primeira Liga, 3 promovidos da II Divisão, e os restantes que tinham permanecido.
O vencedor foi o Estoril Praia. Acompanharam na subida à Primeira Divisão o Vitória de Setúbal e o Penafiel, que ficaram em segundo e terceiro lugares respectivamente.
União e Sporting da Covilhã foram despromovidos para a II Divisão. O Portimonense ficou também classificado em posição de descida, 16º lugar, mas beneficiou da pena aplicada ao Salgueiros, por problemas financeiros, sendo relegado para a II Divisão, que tinha ficado em 12º lugar no campeonato.

## Equipas
Equipas a disputar a edição em relação à edição anterior:
| Despromovidas da Primeira Liga - Santa Clara - Vitória de Setúbal - Varzim | Mantidos - CF União - Chaves - Desportivo das Aves - Felgueiras - Maia - Marco - Naval - Penafiel - Portimonense - Salgueiros - Sp. Covilhã | Promovidos à 2ª Divisão de Honra - Estoril Praia - Feirense - Leixões |

## Tabela classificativa
|     | Equipa              | Pts | J  | V  | E  | D  | GM | GS | +/- | Comments                                       |
| --- | ------------------- | --- | -- | -- | -- | -- | -- | -- | --- | ---------------------------------------------- |
| 1.  | Estoril Praia       | 67  | 34 | 20 | 7  | 7  | 63 | 40 | +23 | Promovidos à Primeira Divisão                  |
| 2.  | Vitória de Setúbal  | 64  | 34 | 18 | 10 | 6  | 66 | 41 | +25 | Promovidos à Primeira Divisão                  |
| 3.  | Penafiel            | 61  | 34 | 17 | 10 | 7  | 54 | 35 | +19 | Promovidos à Primeira Divisão                  |
| 4.  | Varzim              | 58  | 34 | 16 | 10 | 8  | 44 | 36 | +8  |                                                |
| 5.  | Maia                | 51  | 34 | 15 | 6  | 13 | 52 | 56 | -4  |                                                |
| 6.  | Salgueiros          | 47  | 34 | 13 | 8  | 13 | 47 | 46 | +1  | Despromoção administrativa                     |
| 7.  | Naval               | 46  | 34 | 12 | 10 | 12 | 46 | 42 | +4  |                                                |
| 8.  | Desportivo das Aves | 45  | 34 | 13 | 6  | 15 | 42 | 53 | -11 |                                                |
| 9.  | Ovarense            | 44  | 34 | 11 | 11 | 12 | 51 | 54 | -3  |                                                |
| 10. | Chaves              | 44  | 34 | 11 | 11 | 12 | 37 | 45 | +8  |                                                |
| 11. | Felgueiras          | 42  | 34 | 12 | 6  | 16 | 39 | 42 | -3  |                                                |
| 12. | Feirense            | 42  | 34 | 10 | 12 | 12 | 47 | 46 | +1  |                                                |
| 13. | Santa Clara         | 42  | 34 | 11 | 9  | 14 | 41 | 44 | -3  |                                                |
| 14. | Leixões             | 42  | 34 | 9  | 15 | 10 | 44 | 48 | -4  |                                                |
| 15. | Marco               | 41  | 34 | 11 | 8  | 15 | 41 | 53 | +12 |                                                |
| 16. | Portimonense        | 39  | 34 | 8  | 15 | 11 | 36 | 39 | -3  | Manteve-se pelo castigo aplicado ao Salgueiros |
| 17. | Sp. Covilhã         | 29  | 34 | 8  | 5  | 21 | 39 | 55 | -16 | Despromoção para a II Divisão                  |
| 18. | CF União            | 27  | 34 | 4  | 15 | 15 | 39 | 53 | -17 | Despromoção para a II Divisão                  |

Nota 1: cada vitória valia 3 pontos
Nota 2: quando dois ou mais clubes têm os mesmos pontos, a classificação é determinada pelos resultados dos jogos entre eles.

## Melhor marcador
Fábio Hempel, futebolista brasileiro, foi o melhor marcador da época, tendo marcado 25 golos pelo Salgueiros.

## Treinadores
Alguns dos treinadores das equipas no decorrer da época:
| Equipa              | Treinador                |
| ------------------- | ------------------------ |
| CF União            | Bruno Cardoso            |
| Desportivo das Aves | José Gomes Carlos Garcia |
| Estoril Praia       | Ulisses Morais           |
| Feirense            | Francisco Chaló          |
| Felgueiras          | Diamantino Miranda       |
| Leixões             | João Alves               |
| Maia                | Mário Reis Jorge Regadas |
| Naval               | Guto Ferreira            |
| Penafiel            | Manuel Fernandes         |
| Portimonense        | Dito                     |
| Santa Clara         | José Mota                |
| Vitória de Setúbal  | Carlos Carvalhal         |